# Ipomoea pohlii
Ipomoea pohlii är en vindeväxtart som beskrevs av Jacques Denys Denis Choisy. Ipomoea pohlii ingår i släktet praktvindor, och familjen vindeväxter. Inga underarter finns listade i Catalogue of Life.